# Vernon Huber

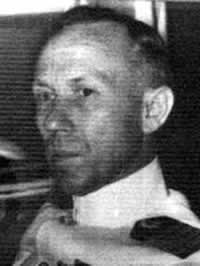
Vernon Huber

Vernon Huber (* 28. August 1899 in Philadelphia, Cass County, Illinois; † 17. Juni 1967 in Los Altos, Kalifornien) war ein US-amerikanischer Marineoffizier. Zwischen 1947 und 1949 war er Militärgouverneur von Amerikanisch-Samoa.

## Werdegang
Zwischen 1918 und 1922 absolvierte Vernon Huber die United States Naval Academy in Annapolis (Maryland). In den folgenden Jahren diente er auf verschiedenen Schiffen als Offizier in der US Navy. Am Ende seiner militärischen Laufbahn hatte er es bis zum Konteradmiral gebracht. Er diente während des Zweiten Weltkriegs vor allem im Atlantik und kommandierte während dieser Zeit den Zerstörer USS Livermore.
Huber wurde vor allem bekannt als Gouverneur von Amerikanisch-Samoa. Dieses Amt übte er zwischen dem 22. April 1947 und dem 7. Juli 1949 als Nachfolger von Harold Alexander Houser aus. In dieser Zeit förderte er die Selbstverwaltung der einheimischen Bevölkerung. Damals trat erstmals das dortige Parlament American Samoa Fono zusammen. Allerdings behielt der Gouverneur ein Vetorecht gegenüber den Beschlüssen dieses Abgeordnetenhauses.
Nach dem Ende seiner Zeit als Gouverneur blieb Huber noch bis 1953 in der Navy, wo er einige Stabs- und Kommandostellen bekleidete. Er starb am 17. Juni 1967 in einem Krankenhaus in Los Altos.